# Fissolimbus
Fissolimbus es un género de hongos de la familia Marasmiaceae. Es un género monotípico, solo contiene la especie Fissolimbus fallaciosus, nativa de Papua Nueva Guinea. El género y la especie fueron descritos en 1979.